# Ertapenem

Ertapenem

Ertapenem är ett antibiotikum av klassen karbapenemer, marknadsfört av MSD som Invanz. Läkemedlet är ett bredspektrumantibiotikum med effekt mot såväl gramnegativa som grampositiva bakterier. På grund av sin långa halveringstid lämpar sig medlet för poliklinisk behandling.